# Dicopomorpha koreana
Dicopomorpha koreana är en stekelart som beskrevs av Triapitsyn och Vladimir V. Berezovskiy 2003. Dicopomorpha koreana ingår i släktet Dicopomorpha och familjen dvärgsteklar. Inga underarter finns listade i Catalogue of Life.